# Els morts del llac Constança: La quarta dona
Els morts del llac Constança: La quarta dona o Mort al llac: la quarta víctima (títol original en alemany, Die Toten vom Bodensee – Die vierte Frau) és un telefilm germanoaustríac emès per ORF i ZDF del 2018 i dirigit per Hannu Salonen. És la setena part de la sèrie de pel·lícules de crims Els morts del llac Constança. La primera emissió va tenir lloc el 3 de febrer de 2018 a ORF. La pel·lícula es va emetre a ZDF l'1 d'octubre de 2018. S'ha doblat al català central per a TV3 amb el títol d'Els morts del llac Constança: La quarta dona, i al valencià per a À Punt amb el nom de Mort al llac: la quarta víctima.

## Producció
El rodatge va tenir lloc juntament amb la sisena part d'El retorn dedel 25 d'abril al 29 de juny de 2017 al llac de Constança i els seus voltants. La pel·lícula va ser produïda per Graf Filmproduktion GmbH i Rowboat Film- und Fernsehenproduktion, hi van participar l'Österreichischer Rundfunk i la ZDF i la producció va comptar amb el suport del Fernsehfonds Austria i l'estat de Vorarlberg.
El rodatge va tenir lloc a la cerveseria Brauerei Fohrenburg de Bludenz, entre altres llocs.
Michael Wollmann va ser responsable del so, Christine Egger de l'escenografia, Heike Werner del disseny de vestuari i Birgit Beranek i Gerda Pichler del maquillatge.